# Triplax mesosternalis
Triplax mesosternalis är en skalbaggsart som beskrevs av Schaeffer 1905. Triplax mesosternalis ingår i släktet Triplax och familjen trädsvampbaggar. Inga underarter finns listade i Catalogue of Life.